# Mesoclemmys nasuta
Espèce
Synonymes
- Emys nasuta Schweigger, 1812
- Mesoclemmys nasutus (Schweigger, 1812)
- Phrynops nasutus (Schweigger, 1812)
- Emys barbatula Gravenhorst, 1829
- Platemys schweiggerii Duméril & Bibron, 1835
- Hydraspis maculata Gray, 1873

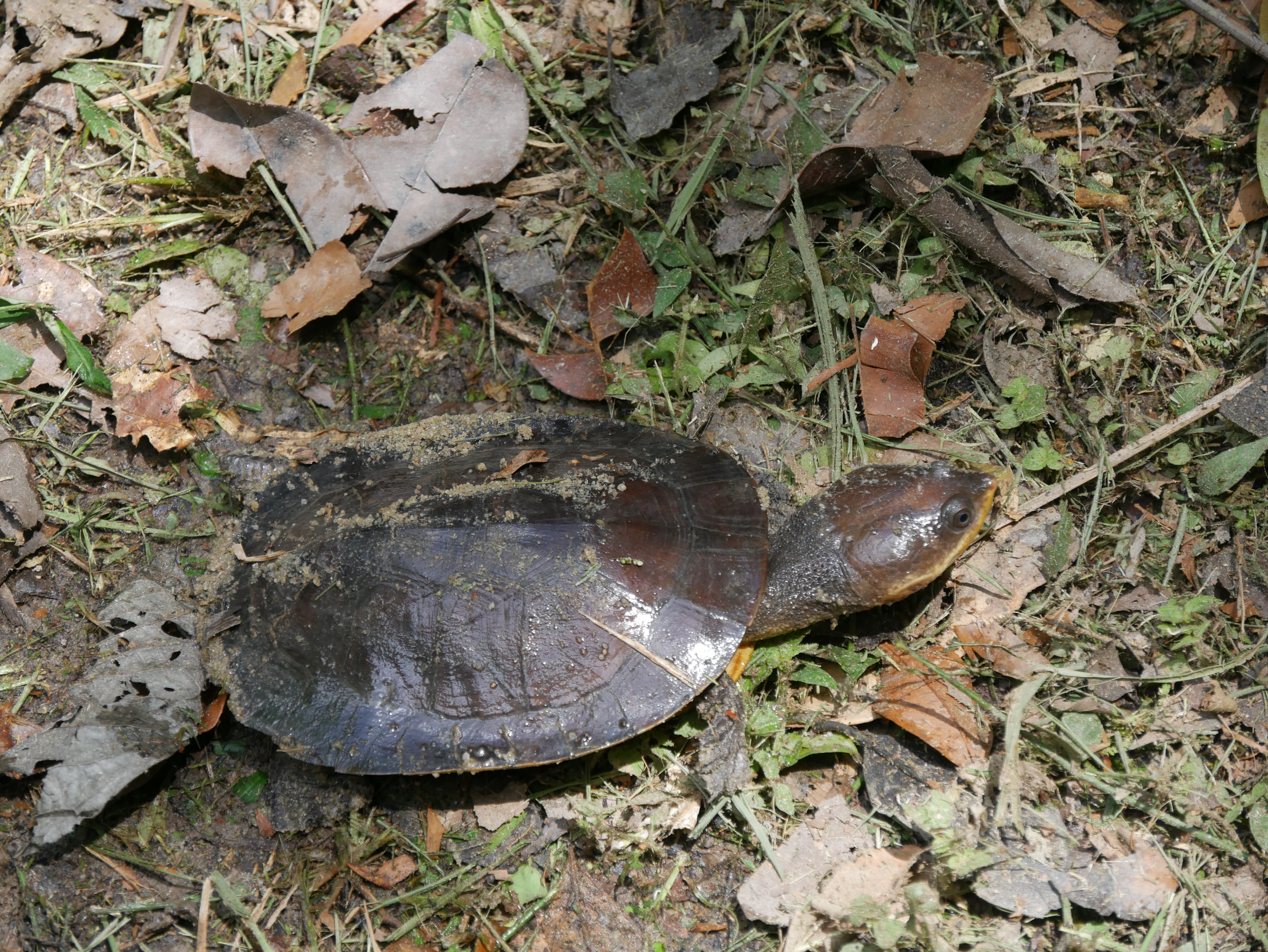

Mesoclemmys nasuta est une espèce de tortue de la famille des Chelidae.

## Répartition
Cette espèce se rencontre au Guyana, au Suriname, en Guyane et en Amapá au Brésil.

## Publication originale
- Schweigger, 1812 : Prodromus Monographia Cheloniorum auctore Schweigger. Königsberger Archiv für Naturwissenschaft und Mathematik, vol. 1, p. 271-368 & 406-458 (texte intégral).